# Universität Ez-Zitouna

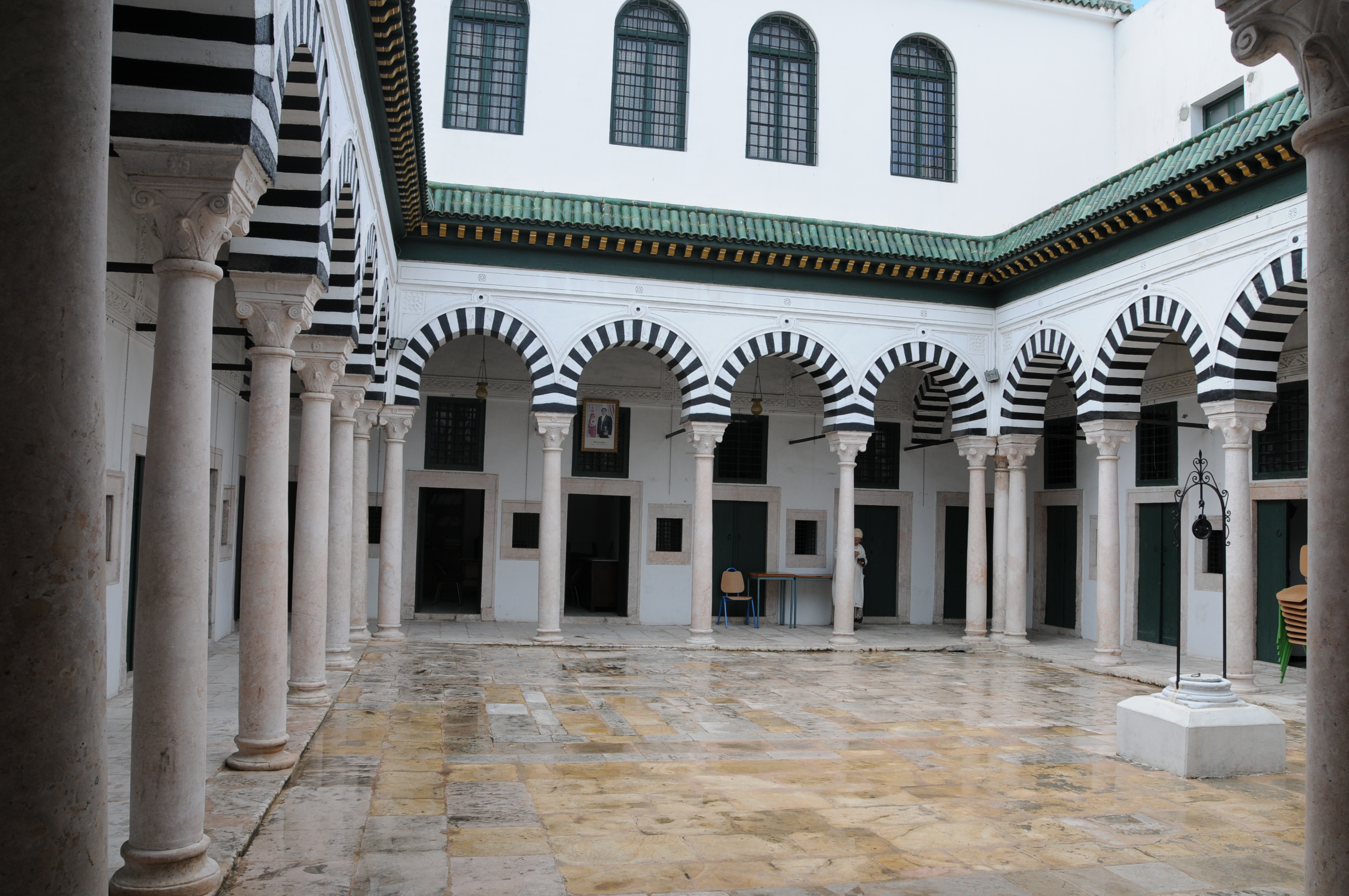
Innenhof der Universität von Ez-Zitouna

Die Universität Ez-Zitouna (arabisch جامعة الزيتونة, DMG Ǧāmiʿat az-Zaitūna) befindet sich heute im Stadtteil Montfleury der tunesischen Hauptstadt Tunis. Mit ihrem Vorgängerinstitut, der im Jahre 737 gegründeten Madrasa der Großen Ez-Zitouna-Moschee, gilt sie als die älteste islamische Universität und als die weltweit älteste kontinuierlich unterrichtende Bildungsstätte. 

## Geschichte
Zu den später bekannt gewordenen Absolventen von Ez-Zitouna gehören der Gelehrte Ibn Chaldun, der Lexikograph Ahmad ibn Youssef ibn Ahmad ibn Abubaker Tifashi, der Gewerkschafter und Schriftsteller Tahar Haddad, der Politiker und Schriftsteller Abdelaziz Thâalbi, der tunesische Nationaldichter Abu al-Qasim asch-Schabbi und der Richter und Gelehrte M. T. Ben Achour.
Die moderne Universität Ez-Zitouna wurde nach der Unabhängigkeitserklärung Tunesiens am 26. April 1956 gegründet. Am 1. März 1961 nahm die Fakultät Shari’a und Theologie ihren Lehrbetrieb auf, die heute zur tunesischen Universität gehört. 

## Lehre und Forschung
An der Universität werden derzeit etwa 1200 Studenten von 90 Hochschullehrern unterrichtet, die sich auf zwei Fakultäten, das Höhere Institut der Theologie und das Höhere Institut für Islamische Gesellschaften in Tunis sowie das Forschungsinstitut Zentrum für Islamwissenschaften (مركز الدراسات الإسلامية بالقيروان, DMG markaz ad-dirāsāt al-islāmīya bi-l-Qairawān) in Kairouan verteilen. 
Das Höhere Institut für Theologie nahm den Vorlesungsbetrieb im Studienjahr 1988/89 auf, dort können die folgenden Abschlüsse erlangt werden: 
- Bachelor in Islamwissenschaft
- Master in Islamwissenschaft
- Promotion (Ph.D.) in Islamwissenschaft
- Techniker für angewandte Multimedia in Islamischer Kunst
- Techniker für Kunst in Islamischer Kultur

Am Höheren Institut für Islamische Gesellschaften sind derzeit etwa 300 Studenten und 40 Forscher tätig. Dort können nationale Diplome über einen ersten Abschluss in Islamwissenschaften (D.E.U.P.C) und einen Master in Islamwissenschaften erlangt werden.

## Fakultäten
- Islamwissenschaft
- Islamisches Recht
- Theologie